# Toshiko Yuasa
Toshiko Yuasa (湯浅年子), née à Tokyo le 11 décembre 1909, morte à Rouen (France) le 1er février 1980, est une physicienne nucléaire japonaise,. Elle a été la première femme physicienne japonaise et elle a joué un rôle de modèle pour les femmes scientifiques japonaises similaire à celui joué par Marie Curie en France.

## Enfance et éducation
Toshiko Yuasa est née à Tokyo dans l'arrondissement de Taitō en 1909. Son père était ingénieur à l'office des brevets du Japon et sa mère était issue d'une famille littéraire. Toshiko Yuasa est la cinquième d'une famille de sept enfants. Elle a commencé ses études scientifiques à l'école normale supérieure pour femmes de Tokyo (actuelle université féminine d'Ochanomizu) de 1927 à 1931. Elle s'est ensuite dirigée vers la physique à l'Université Bunrika de Tokyo (actuelle Université de Tsukuba) de 1931 à 1934. Elle devient ainsi la première femme japonaise à étudier la physique à l'université dans une période où très peu de femmes sont physiciennes dans le monde, et où les femmes ne représentent au Japon qu'une faible partie du corps des ingénieurs et des scientifiques,.

## Carrière

### 1934-1940: Ses débuts au Japon
Yuasa commence à enseigner à l'université Bunrika de Tokyo en tant que professeure adjointe après son diplôme de physique en 1934. Elle y a également commencé ses recherches concernant la spectroscopie moléculaire. En 1935, elle devient lectrice à la Tokyo Woman's Christian University où elle reste jusque 1937. L'année suivante, elle devient maîtresse de conférence à l'école normale supérieure pour femmes de Tokyo. Yuasa a été inspirée par la découverte de la radioactivité artificielle par Irène Joliot-Curie et Frédéric Joliot-Curie à l'Institut Curie.

### 1940-1945: Recherches en France et en Allemagne
En raison de conditions de recherches difficiles au Japon, Yuasa se rend à Paris en 1940, alors que la Seconde Guerre mondiale vient de débuter en Europe. Elle travaille sous la direction de Frédéric Joliot-Curie au laboratoire de chimie nucléaire du Collège de France, où elle a contribué à l'étude du spectre continu des rayonnements bêta émis par les corps radioactifs artificiels,. En 1943, elle soutient sa thèse d’état sur la désintégration bêta intitulée Contribution à l'étude du spectre continu des rayons β− émis par les corps radioactifs artificiels. En août 1944, Yuasa reçoit l'ordre de quitter Paris pour Berlin en raison de l'avancement des forces alliées. Elle continue ses recherches à l'Université Humboldt de Berlin où elle développe son propre spectromètre à double focalisation.

### 1945-1949: Retour forcé au Japon
En 1945, les Soviétiques lui ordonnent de repartir au Japon et elle emporte son spectromètre avec elle. À son retour à Tokyo, elle enseigne à l'école normale supérieure pour femmes de Tokyo mais elle est incapable de poursuivre ses travaux en raison de l'interdiction d'effectuer des recherches nucléaires imposée par les forces d'occupation des États-Unis. De 1946 à 1949, elle travaille à l'institut de recherche RIKEN et est lectrice à l'institut de recherche en chimie à l'université de Kyoto entre 1948 et 1949.

### 1949-1974: Recherches en France au CNRS
Yuasa retourne en France en mai 1949 et est nommée chargée de recherches au CNRS à l'Institut de physique nucléaire d’Orsay. Elle y reprend ses travaux sur la radioactivité β notamment en se servant d'une chambre à brouillard. Dans un article de 1955, elle prévient des dangers des essais nucléaires dans l'atoll de Bikini lors de l'Opération Castle. En 1957, elle est promue maître de recherche au CNRS. Dans les années 1960, elle étudie la réaction nucléaire à l'aide du synchrocyclotron. En 1962, elle achève une thèse à l'université de Kyoto intitulée Étude du type d’invariant de l’interaction Gamow-Teller en désintégration β− de 6He.

## Mort et postérité
En 1974, Yuasa est retraitée du CNRS mais continue ses recherches en tant que chercheuse émérite à partir de 1975. En 1976, elle reçoit la médaille au ruban pourpre par le gouvernement japonais  pour sa promotion des échanges culturels entre la France et le Japon. Elle est hospitalisée en janvier 1980 au Centre Henri-Becquerel à Rouen et meurt d'un cancer le 1er février 1980 à l'âge de 70 ans. Elle reçoit la médaille de la troisième classe de l'Ordre de la Couronne précieuse à titre posthume en 1980. Elle a joué un rôle de modèle pour les femmes scientifiques au Japon similaire à celui joué par Marie Curie en France. En 2002, l'université féminine d'Ochanomizu fonde le Prix Toshiko Yuasa pour aider des jeunes femmes scientifiques à voyager en France pour continuer leurs études. En 2008, à l’occasion des 150 ans des relations France-Japon, l'Institut national de physique nucléaire et de physique des particules organise une cérémonie en sa mémoire, au siège du CNRS. La même année, son nom été attribué au LIA (Laboratoire international associé) franco-japonais FJ-PPL. Une cérémonie équivalente a eu lieu à l'université féminine d'Ochanomizu et deux timbres ont été édités en son honneur. En mai 2023 , Masanori Yamauchi, directeur de KEK officialise avec Ursula Bassler, la directrice adjointe scientifique de l’IN2P3, la création d’un laboratoire de recherche international reliant les deux instituts de recherches. Le laboratoire est nommé Toshiko Yuasa Laboratory en hommage à la physicienne.